# Джейш Ахлю Сунна валь Джамаа
Джейш Ахлю Сунна валь Джамаа (араб. جيش أهل السنة والجماعة‎) — иракская салафитская повстанческая группа, которая сражалась против американских войск и их местных союзников во время войны в Ираке. Сформирована в 2003 году, была близкой к Джамаату ат-Таухид валь-Джихад и Аль-Каиде в Ираке, и которая так же вошла в состав Совещательного собрания моджахедов и ИГИ.

## История
После вторжения США в Ирак Абу Бакр аль-Багдади вместе с некоторыми соратниками создал Джейш Ахлю Сунна валь Джамаа. Группа действовала в мухафазах Салах-эд-Дин, Дияла и Багдад.
Абу Бакр аль-Багдади был главой группы.
15 января 2006 года организация, известная как Совещательное собрание моджахедов, объявила о своём создании. Джейш Ахлю Сунна валь Джамаа была объявлена одной из её составных групп, наряду с Аль-Каидой в Ираке, Бригадами Таухида, группой Сарай аль-Джихад, Бригадами аль-Гураба и Бригадами аль-Ахвал.
Роспуск группы Джейш Ахлю Сунна валь Джамаа произошёл после объявления о создании Исламского государства Ирак, как и остальных групп Совещательного собрания моджахедов, и Абу Бакр стал одним из боевиков под командованием Абу Умара аль-Багдади.